# ثبت‌نشده
ثبت‌نشده (به انگلیسی: Unrecord) یک بازی تیراندازی اول شخص است که توسط توسعه دهنده فرانسوی DRAMA در موتور بازی‌سازی «آنریل انجین» نسخه ۵ ساخته شده‌است. پس از انتشار اولین تریلر بازی در ۱۹ آوریل ۲۰۲۳ (به شمسی ۳۰ فروردین ۱۴۰۲) منتشر شد، گرافیک واقع‌گرایانه در سبک فوتورئالیسم بازی، مورد توجه رسانه‌های گسترده قرار گرفت.
هنوز تاریخ انتشاری برای بازی اعلام نشده‌است و «استودیو بازی سازی دارما» اعلام کرده که انتظار نمی‌رود بازی «ثبت‌نشده» در سال ۲۰۲۳ منتشر شود.

## گیم پلی
با توجه به اخبار تبلیغاتی بازی، «ثبت نشده» یک تیراندازی اول شخص تک نفره «تاکتیکی و روایی» است که می‌توان از آن به عنوان ترکیبی از بازی‌های ماجراجویی «فایرواچ» و تیراندازی تاکتیکی «آماده یا نه» یاد کرد. اگرچه واقع گرایی به وضوح در بازی به چشم می‌خورد اما «دارما» اعلام کرده‌است که «ثبت نشده» یک بازی شبیه‌سازی نیست.
بازیکنان در نقش یک پلیس واحد تاکتیکی بازی می‌کنند که در درجه اول از دید دوربین بدن پلیس دیده می‌شود. با توجه به توضیحات صفحه بازی در استیم، داستان بازی با یک «رمان پلیسی یا هیجان انگیز» قابل مقایسه خواهد بود و بازیکن در حال بررسی چندین پرونده جنایی و تعامل با شخصیت‌های مختلف از طریق یک سیستم دیالوگ محور است.
اگرچه گفته می‌شود که زاویه دوربین از دید بدن بازیکن، بخش کلیدی تجربه گیم‌پلی است، ولی توسعه‌دهندگان خاطرنشان کرده‌اند که گزینه‌های دسترس‌پذیری و تنظیمات قابل تنظیم دوربین، برای کاهش بیماری حرکت امکان‌پذیر خواهد بود.

## توسعه
این بازی در حال حاضر توسط یک استودیوی مستقل بازی‌های ویدیویی بنام «دارما» در حال توسعه است. این استودیو توسط موسیقیدان فرانسوی «تئو هیریبارن» و توسعه دهنده غیرحرفه‌ای آنریل انجین، «الکساندر اسپیندلر» تأسیس شده‌است. «میشل اوانجلیستا» بعداً به عنوان یک «طراح مراحل بازی» و «طراح محیط بازی» به تیم پیوست. «ثبت‌نشده» اولین بازی ویدیویی رسمی این استودیو خواهد بود.
در ۱۲ اکتبر ۲۰۲۲، اسپیندلر، ویدیویی را در توییتر از یک «بازی سبک دوربین بدن» که در آن زمان نامش فاش نشده بود، منتشر کرد. این ویدیوی ۴۵ ثانیه‌ای از گیم‌پلی بازی با ۹٫۸ میلیون بازدید تا آوریل ۲۰۲۳ در فضای مجازی منتشر شد و نیل بلومکمپ، کارگردان فیلم، آن را به‌عنوان «عالی» تحسین کرد. موفقیت ویروسی این ویدیو باعث شد تا DRAMA به توسعه بازی سرعت ببخشد و بازی را زودتر از حد انتظار اعلام کند تا از از دست دادن شتاب جلوگیری کند.
در ۱۹ آوریل ۲۰۲۳، DRAMA رسماً «ثبت نشده» را با تریلر رسمی بازی اولیه که در یوتیوب آپلود شد، معرفی کرد. این تریلر شخصیت بازیکن را نشان می‌دهد که به آرامی وارد یک ساختمان ویران شده قبل از تعقیب و درگیری با چندین مرد مسلح ناشناس که صورت‌هایشان پیکسل شده‌است، درگیر می‌شود. پس از مبارزه در یک انبار، بازیکن قبل از اینکه توسط یک انفجار بزرگ قطع شود، با یک مرد تسلیم شده روبرو می‌شود.
در همان روز، بازی برای لیست علاقه‌مندی‌ها در استیم نیز در دسترس قرار گرفت و یک کیت مطبوعاتی با اطلاعات اضافی در دسترس عموم قرار گرفت. در یک پست وبلاگ پس از افشای در ۲۰ آوریل، DRAMA اعلام کرد که «ثبت نشده» فقط برای رایانه‌های شخصی در حال توسعه است، اما همچنان برای امکان پورت‌های کنسول باز است. با این حال این بازی برای توسعه به عنوان یک بازی واقعیت مجازی در نظر گرفته نشده‌است. در عرض یک هفته پس از اعلام، DRAMA اعلام کرد که «ثبت نشده» با وجود نداشتن تاریخ انتشار رسمی، توسط بیش از ۶۰۰٫۰۰۰ کاربر استیم در لیست علاقه‌مندی‌ها قرار گرفته‌است.
«اوانجلیستا» با توضیح اینکه چگونه استودیو به صحنه‌هایی با ظاهر واقعی دست یافت، توضیح داد که محیط اسکن نشده‌است، بلکه با استفاده از مگااسکن‌ها، دارایی‌های بازار آنریل انجین و دارایی‌های سفارشی ساخته شده توسط توسعه‌دهندگان ساخته شده‌است.

### واکنش‌ها به تریلر گیم پلی
اولین تریلر رسمی «ثبت نشده» به دلیل گرافیک و نمایش واقع گرایانه اش توجه رسانه‌ها را به خود جلب کرد. «مایکل مک ویرتور» از پولیگان «ثبت نشده» را «به طرز نگران کننده ای واقعی» توصیف کرد، «تایلر وایلد» از «پی‌سی گیمر» گرافیک را «به طرز عجیبی واقع گرایانه» دانست، و کریستوفر کاستلاو از «گیم رنت» گفت: «تریلر تقریباً قابل تشخیص از فیلم دوربین واقعی نیست.»
این تصویر واقع گرایانه اتهاماتی را برانگیخت که تریلر گیم پلی «ثبت نشده» با استفاده از فیلم واقعی دوربین بدن یا یک نسخه نمایشی فناوری از پیش رندر شده جعلی شده‌است. الکس کوشلکوف، بنیانگذار Crytivo، تریلر را «بسیار، بسیار جعلی» خواند و توسعه دهندگان را متهم کرد که صرفاً دارایی‌ها را روی یک ویدیو واقعی قرار داده‌اند. در پاسخ، «اسپیندلر» ویدئویی را منتشر کرد که محیط بازی را در رابط کاربری آنریل انجین نشان می‌داد تا ثابت کند بازی یک تیراندازی اول شخص با حرکت آزاد است و نه یک فیلم تعاملی یا تیراندازی ریلی. آی‌جی‌ان همچنین با دانلود همان دارایی‌های سطح آنریل انجین که توسط «ثبت نشده» برای تریلر استفاده شده‌است، به‌طور مستقل تأیید کرد که تریلر گیم پلی واقعی است.
همچنین به دلیل شباهت بیش از حد به فیلم‌های واقعی دوربین‌های بدن از تیراندازی‌های پلیس، به‌ویژه در ایالات متحده، نمایش واقع‌گرایانه بازی مورد انتقاد قرار گرفت. پخش‌کننده Twitch Trainwreckstv اظهار داشت که تریلر او را به اندازه تماشای یک ویدیوی واقعی لو رفته از یک عملیات نظامی یا پلیس «ناراحت» می‌کند و اضافه می‌کند که گرافیک بازی ممکن است عقاید سیاسی را با این استدلال که بازی‌های ویدیویی جوانان را در معرض خشونت قرار می‌دهند، مشروعیت بخشد. «کزا مک‌دونالد» از «گاردین» اشاره کرد که از آنجایی که بازی در زمینه خشونت پلیس در دنیای واقعی وجود دارد، باز هم اجتناب ناپذیر است که بازیکنان به ناچار تفسیرهای خود را به بازی ارائه دهند.

دارما در پاسخ به ادعاهایی مبنی بر اینکه «ثبت نشده» یا طرفدار پلیس یا ضد پلیس بوده‌است، بیانیه ای را در استیم منتشر کرد که در آن عنوان کرد:
«به‌عنوان یک استودیوی فرانسوی که مخاطبان جهانی را مورد خطاب قرار می‌دهد، بازی درگیر هیچ سیاست خارجی نیست و از هیچ رویداد واقعی الهام نمی‌گیرد. ثبت نشده از موضوعات نامطلوب مانند تبعیض، نژادپرستی، خشونت علیه زنان و اقلیت‌ها اجتناب خواهد کرد و هیچ گونه برخورد مغرضانه یا مانوی در مورد اعمال جنایتکارانه و خشونت پلیس نخواهد داشت.»